# Wang Yangming
Pour les articles homonymes, voir Wang (patronyme).
Wang Yangming (Wáng Yángmíng 王陽明), surnom de Wang Shouren (Wáng Shǒurén 王守仁), est un grand philosophe chinois né en 1472 à Yuyao (Yúyáo 餘姚; Zhejiang) et mort en 1529 dans le Jiangxi.

## Biographie
Après son succès aux examens mandarinaux, il est envoyé en exil dans la province de Guizhou pour avoir pris la défense d'un confrère contre un eunuque qui, profitant de son pouvoir, avait fait jeter en prison un policier, qui enquêtait sur la corruption. En 1503, il connaît une illumination qui lui révèle (contrairement à l'enseignement de Zhu Xi), l'unité de l'esprit et du principe (li) qui sera la pierre angulaire de son œuvre. Il entame ensuite une brillante carrière administrative et politique. Un empereur chinois de la dynastie Ming, Hongzhi (1487/1505), le choisit comme haut fonctionnaire du Ministère de la Justice et puis de la Défense. 
Wang Yangming est le penseur chez qui la recherche spirituelle devient incompatible avec le confucianisme officiel. Cette rupture dans la tradition chinoise fait de lui un personnage clef du confucianisme des Ming. Son influence est énorme sur ses disciples Wang Ji et Qian Dehong comme sur ses détracteurs. Toute l'histoire des idées aux XVIe et XVIIe siècles en Chine se ramène à lui d'une manière ou d'une autre. [réf. nécessaire] Tributaire de la réflexion de Lu Xiangshan sur l'esprit, Wang se situe pourtant par rapport à Zhu Xi. Sa réflexion ne se cantonne pas à la philosophie. En bon lettré, il s'intéresse à la préparation des examens mandarinaux, aux arts militaires, et même, aux techniques taoïstes de longévité. 
Wang Yang-Ming est un penseur néo-confucéen représentant de l'École de l'Esprit. Selon lui, l'esprit et le principe (Li) ne font qu'un. Cette position manifeste l'influence du bouddhisme dans la pensée des lettrés confucéens de cette époque.

## «L'esprit est le principe.»
Au début de son « Questionnement sur la Grande Étude », il s'inscrit dans la tradition de Mencius qui affirme la capacité foncière de l'esprit à sympathiser avec les êtres et finalement l'univers entier. Wang tente de répondre ensuite à la question : comment devient-on un saint ? La solution réside dans l'esprit qui révèle la fraternité de tous les hommes. Malheureusement, l'égoïsme et les désirs matériels bloquent cette révélation. Dès lors, chacun voit chacun comme un ennemi (on peut être tenté de penser à la maxime homo homini lupus que Hobbes reprend de Plaute). Pour retrouver « le sens de l'humanité, qui rassemble en un seul corps le ciel-terre et les dix mille êtres », il faut retrouver l'esprit qui est cette unité. Cela suppose une remise en état de l'esprit pour lui rendre la rectitude de sa constitution originelle. En affirmant que l'esprit n'a pas à chercher la solution ailleurs qu'en lui-même, Wang recentre toute la réflexion éthique sur l'esprit qui est la source ultime de toute moralité. Il possède en lui-même la « connaissance innée » du bien qui ne demande, dès qu'il est reconnu, qu'à s'étendre à toute chose. Ce subjectivisme radical manifeste l'influence du bouddhisme et de la théorie du caractère illusoire du monde sensible. Si le principe est l'esprit, alors, tout repose en lui silencieusement avant d'apparaître tout à coup comme une perception. Malgré tout, Wang maintient une distinction entre « esprit de Dao » et « esprit humain » à la source de réflexions ultérieures sur ce sujet.

## Activité et quiétude ne font qu'un
Wang cherche à réaliser l'unité de l'esprit et du principe dans l'expérience vécue. Comment passer, au fond, de la contemplation, de la quiétude de l'esprit à l'action, le stade de la manifestation ? Wang affirme la continuité entre connaissance morale innée et connaissance du principe dans la réalité extérieure. En fait, pour Wang, les distinctions entre avant et après, dedans et dehors sont fallacieuses tout comme la distinction entre action et contemplation. Empiriquement, l'esprit peut être en quiétude ou en mouvement mais pour la connaissance innée, originelle, cela ne fait aucune différence. La connaissance innée dépasse toute dualité, à commencer par celle de la vie et de la mort. 

## « Connaissance et action ne font qu'un »
Telle est la formule clef qui résume le mieux sa pensée. Cette unité n'est pas construite, elle n'est pas, comme chez ceux qui recherchent l'esprit ailleurs qu'en lui-même, le résultat d'un effort soutenu, elle est originelle, constitutive, innée. Pour le saint, agir revient à approfondir la connaissance de soi. On peut alors parler de connaissance authentique. Enfin, Wang approfondit la notion d'étude, si chère à Confucius. Il ne s'agit pas seulement d'apprendre, de réfléchir, de débattre. L'étude passe aussi par l'action. Comment calligraphier si l'on ne trempe pas la pointe du pinceau dans l'encrier ? Cet aspect pratique et engagé de sa pensée offre une alternative à l'École du Principe jugée trop spéculative. Elle devait connaître une fortune considérable en Corée et au Japon, dans l'esprit des réformateurs de l'ère Meiji (1868). 